# Karl Leisner
Blahoslavený Karl Leisner (28. února 1915 Rees, Severní Porýní-Vestfálsko – 12. srpna 1945 Planegg, Bavorsko) je německý mučedník římskokatolické církve, který zemřel následkem vazby v koncentračním táboře. Katolická církev jej uctívá jako blahoslaveného.

## Životopis
Leisner se narodil v Reesu a tam byl pokřtěný v kostele Nanebevzetí Panny Marie. V šesti letech se s rodinou přestěhoval do Kleve (v Severním Porýní-Vestfálsku). Tam chodil do školy a poznal učitele náboženství Waltera Vinnenberga, jehož prostřednictvím se seznámil s hnutím katolické mládeže. V roce 1934 složil maturitní zkoušku. Studoval teologii na „Vestfálské Vilémově univerzitě“ a tam založil zakázanou skupinu mladých, se kterou jezdil do Beneluxu, kde pořádali tábory. Ještě v roce 1934 byl jmenován biskupem bl. Clemens August von Galenenmdiecézním vedoucím mládeže.
Dne 25. března 1939 byl biskupem Galenem vysvěcen na jáhna. Během léčení v St. Blasien (v Baden-Würtemberku) byl Leisner pro kritiku Adolfa Hitlera dne 9. listopadu gestapem zatčen. Dostal se do koncentračního tábora Sachsenhausen. Zde musel, mimo jiné, přihlížet mučení svých spolubratří kněží. Dne 14. prosince 1941 byl odeslán od koncentračního tábora Dachau do bloku, kde byla většina vězněných duchovními. Setkal se zde s jezuitou Otto Piesem, který se stal jeho duchovním průvodcem. Dne 17. prosince 1944 přišel do Dachau zatčený francouzský biskup Gabriel Piguet z Clermont-Ferrand se svolením biskupa Clemens Augusta hraběte von Galen, mladého muže na kněze vysvětil, když jedna řádová sestra Josefa Mack, přezdívaná „Mädi“, propašovala do koncentráku liturgické předměty. Svěcení proběhlo v provizorních podmínkách a za přísného utajení. Leisner byl jediný, který byl vysvěcený na kněze v koncentračním táboře. Primici slavil 26. prosince 1944 - byla to jeho první a zároveň poslední Mše svatá v životě. Jeho zdravotní stav se krátce poté zhoršil natolik, že nebyl již další bohoslužby schopen. Oltář z kaple v Dachau se dnes nachází v duchovním vzdělávacím domě Berg Moriah v Schönstattu. Když byl tábor 29. dubna 1945 osvobozen, byl Leisnerův stav již natolik vážný, že byl dopravený do tuberkulózního sanatoria v Planeggu u Mnichova. Za několik měsíců zemřel na následky své nemoci, ač lékaři i jeho matka (která za ním do léčebny přijela a starala se o něj) zkoušeli vše možné, aby jej udrželi při životě. Pohřbený je v hrobce katedrály v Xantenu, kde jsou uloženy i ostatky jiných obětí nacismu.
Karl Leisner byl dne 23. června 1996 papežem sv. Janem Pavlem II. v Berlíně prohlášený za blahoslaveného. Spolu s ním byl beatifikován někdejší berlínský dómský probošt bl. Bernard Lichtenberg. Pamětním dnem Karla Leisnera je den jeho úmrtí, 12. srpen.

## Leisner a Schönstatt
Karl Leisner se učil jako mladistvý v Schönstattu a až do konce života vzpomínal na skupinu mládeže, do které se také počítal pozdější biskup Heinrich Tenhumberg. Po dobu svého krátkého života se intenzivně setkával s bohorodičkou Boží. Kristus byl jeho vášní a ideálem, působil v diecézi s mládeží a bojoval za své rozhodnutí stát se knězem. V koncentračním táboře Dachau zakládal spolu s páterem Josefem Fischerem první Schönstattskou skupinu v lágru v hladovém roce 1942. Od roku 1943 patřil Karl Leisner ke skupině „Victor in vinculis Mariae" a tím do okruhu Schönstätterského zakladatele P. Josefa Kentenicha. Z ideálů a života čerpala skupina Karla Leisnera sílu. Svůj osud, který byl v koncentráku těžký a s jeho souchotinami ještě více ztížený, přijal v duchu Krista jako vůli Boží a svůj život dokončil jako mučedník.